# 1319
- Wikisource

| Calendário gregoriano                                                        | 1319 MCCCXIX                                         |
| Ab urbe condita                                                              | 2072                                                 |
| Calendário arménio                                                           | 768 – 769                                            |
| Calendário bahá'í                                                            | -525 – -524                                          |
| Calendário budista                                                           | 1863                                                 |
| Calendário chinês                                                            | 4015 – 4016 Início a 21 de janeiro (aproximadamente) |
| Calendário copta                                                             | 1035 – 1036                                          |
| Calendário etíope                                                            | 1311 – 1312                                          |
| Calendários hindus - Vikram Samvat - Calendário nacional indiano - Cáli Iuga | 1374 – 1375 1240 – 1241 4419 – 4420                  |
| Calendário Holoceno                                                          | 11319                                                |
| Calendário islâmico                                                          | 719 – 720                                            |
| Calendário judaico                                                           | 5079 – 5080                                          |
| Calendário persa                                                             | 697 – 698                                            |
| Calendário rúnico                                                            | 1569                                                 |
| Calendário solar tailandês                                                   | 1862                                                 |

1319 (MCCCXIX, na numeração romana) foi um ano comum do século XIV do Calendário Juliano e a sua letra dominical foi G (52 semanas), teve início numa segunda-feira e terminou também numa segunda-feira.
| Ano completo                         |
| ------------------------------------ |
| Ano comum com início à segunda-feira |

## Eventos
- 14 de Março - instituída canonicamente Ordem da Milícia de Nosso Senhor Jesus Cristo, ou Ordem de Cristo, fundada pela bula "Ad ea ex quibus" Papa João XXII.

## Nascimentos
- 16 de Abril - João II, o Bom, Rei de França († 1364).
- Carlos de Châtillon, foi Duque da Bretanha entre 1341 e 1364, Conde de Blois, de Dunois e Senhor de Guise, m. 1364.

## Mortes
- 13 de novembro - Érico VI da Dinamarca, Rei da Dinamarca n. (c. 1274)
- Duccio, pintor sienense (n. 1255).
- Ingeborg Magnusdottir, princesa da Suécia e rainha consorte da Dinamarca (n. 1280)